# 氟二溴碘甲烷
氟二溴碘甲烷是一种有机化合物，化学式为CBr2FI，它是全卤代甲烷的一种。它可由三苯基(氟二溴甲基)溴化𬭸和碘或一溴化碘反应得到，其副产物有氟三溴甲烷等其它卤代甲烷。它的生成热（−ΔH°f，25 °C，气相）为29 kcal·mol−1。